# Синицино (Гомельская область)
Синицыно (бел. Сініцына) — посёлок в Неглюбском сельсовете Ветковского района Гомельской области Белоруссии.

## География

### Расположение
В 38 км на северо-восток от Ветки, 60 км от Гомеля, 47 км от железнодорожной станции Добруш (на линии Гомель — Вышков).

## Транспортная сеть
Транспортные связи по просёлочной, затем автомобильной дороге Чечерск — Ветка. Застройка деревянная усадебного типа.

## История
Основан в начале 1920-х годов переселенцами из соседних деревень на бывших помещичьих землях. В 1931 году жители вступили в колхоз. В 1959 году в составе совхоза «Дружба» (центр — деревня Неглюбка).

## Население

### Численность
- 2004 год — 9 хозяйств, 16 жителей.

### Динамика
- 1940 год — 20 дворов 63 жителя.
- 1959 год — 78 жителей (согласно переписи).
- 2004 год — 9 хозяйств, 16 жителей.